# Curtiss V-8 (motocicleta)
La Curtiss V-8 es una motocicleta con motor V8 de 4410 cc de cilindrada, diseñada y construida por el pionero de la aviación y del motociclismo Glenn Curtiss, que estableció con ella un récord mundial de velocidad no oficial de 136,36 mph (219,5 kilómetros por hora) el 24 de enero de 1907. El motor refrigerado por aire del tipo "cabeza en F" fue desarrollado para usar en dirigibles.

## Motor
El motor de cuarenta caballos de potencia era una versión con un solo carburador del Curtiss B-8, uno de los trece propulsores enumerados en el catálogo "Aerial and Cycle Motors" de mayo de 1908 de la planta de fabricación de aviones. El motor pesaba 150 lb (68,0 kilogramos) y se ofrecía por 1200 dólares, pero no se vendía demasiado a pesar de la notoriedad que obtuvo por el récord de velocidad. Se usó una versión de ocho carburadores del Modelo B-8 en los aviones experimentales AEA Red Wing y White Wing que volaron en 1908.

## Historia posterior
Curtiss se mantuvo como "el hombre más rápido del mundo", el título que los periódicos le adjudicaron por ir más rápido que cualquier otro vehículo por tierra, mar o aire, hasta 1911, cuando su récord absoluto fue batido por el automóvil Blitzen Benz, con una marca de 141,7 mph (228 kilómetros por hora). Ninguna motocicleta superó el récord de la V-8 hasta 1930. El éxito de Curtiss en las carreras fortaleció su reputación como fabricante líder de motocicletas y motores de alto rendimiento.
Se ha sugerido que el personaje literario de aventuras de ficción científica para jóvenes, Tom Swift, se basó en Curtiss. Tom Swift y su motocicleta, el primero de más de 100 libros de la serie de Tom Swift, se publicó poco después del récord de la V-8.
La motocicleta V-8 con la configuración del récord se encuentra ahora en el Museo Nacional del Aire y el Espacio de Estados Unidos, dependiente del Instituto Smithsoniano. Este museo  prestó la motocicleta al Museo Solomon R. Guggenheim para la exposición El Arte de la Motocicleta de 1998 en Nueva York. X
El motor de aviación Curtiss OX-5, un sucesor del motor de la motocicleta V-8, propulsó varios aviones civiles y militares de los Estados Unidos. Se fabricaron más de 10.000 unidades.

## Lecturas relacionadas
- Vintage Motorcycles & Antique Motorcycles, Glenn H. Curtiss Museum, archivado desde el original el 17 de abril de 2016, consultado el 18 de marzo de 2018.
- Cameron, K., (April 2002), «Creative Power: Glenn Curtiss: Inventor, Manufacturer, Racer, Pilot.», Cycle World: 90-92.
- Simanaitis, Dennis (Sep 1997), «Glenn Curtiss--fastest man alive!», Road & Track: 172-173.
- «Curtiss' Motorcycles». The Engines of Our Ingenuity. Episodio 1693. 2002. http://www.uh.edu/engines/epi1693.htm.